# 日本ティーエス
日本ティーエス株式会社（にっぽんティーエス、Nippon Traffic Safety CO., LTD.）は、岡山県岡山市北区に本社を置く、道路標識、道路標示の製造・販売などを行う会社。

## 概要
主な事業内容
- 道路標識、道路標示の製造・販売
- 道路標識の腐食診断を主とする非破壊検査

岡山県では唯一の道路標識製造事業者であるため、岡山県内に設置されている道路標識はほとんどが同社製である。

## 沿革
- 1975年（昭和50年）10月：設立。道路標識、道路標示の製造・販売を開始。
- 2007年（平成19年）4月：道路標識の腐食診断を主とする非破壊検査部門を新設。